# Harkishan Singh Surjeet
Harkishan Singh Surjeet (Bundala (Jalandhar), 23 maart 1916 - Delhi, 1 augustus 2008) was een Indiaas politicus. Tot zijn dood was hij actief bij de Communistische Partij van India (Marxistisch).
Hij begon in 1992 als secretaris-generaal bij de Communistische Partij van India  (Marxistisch); dit bleef hij tot 2005. Zijn opvolger was Prakash Karat. Tevens was hij grondlegger en van 1964 tot 2008 actief bij het politbureau van de partij.
Op 1 augustus 2008 overleed Surjeet op 92-jarige leeftijd aan een hartstilstand in het ziekenhuis in Noida (Delhi).
- Bibliothèque nationale de France: cb15520264x (data)
- Gemeinsame Normdatei: 1145596460
- International Standard Name Identifier: 0000 0000 8411 8233
- Library of Congress Control Number: n84018075
- Virtual International Authority File: 114753811
- WorldCat: E39PBJqVYDMY6d9hqGQGC8bDbd